# ビレ・ペルヘレ
ビレ・ペルヘレ （Frans Wilhelm "Ville" Pörhölä、1897年12月24日 - 1964年11月28日）は、フィンランドの陸上競技選手。
ペルヘレは、1920年アントワープオリンピックで投てき種目の選手として3種目に出場。砲丸投で金メダルを獲得した。そのほかに、円盤投で8位、重錘投げで9位という結果に終わっている。
ペルヘレは、オリンピックの後、競技を離れ仕事に専念することになる。しかし、1929年にハンマー投の選手として競技に復帰。12年ぶりに出場した1932年ロサンゼルスオリンピックでは銀メダルを獲得した。1934年にはヨーロッパ選手権で優勝を果たしている。